# Большая Пула
Большая Пула (вар. Большая Пуль) — река в Ненецком автономном округе Архангельской области, впадает справа в Сулу.
Большая Пула берёт начало в северной части Тиманского кряжа. Длина реки — 172 км. Площадь водосборного бассейна — 1560 км². Питание снеговое и дождевое. Половодье в мае — июне, летом паводки. Русло довольно извилистое, неоднократно меняет направление; в Сулу впадает с юго-запада. Течёт по ненаселённой лесотундровой местности. В верховьях протекает через несколько небольших озёр. Характер берегов непостоянный: возвышенности и обрывы сменяются болотами.

## Данные водного реестра
По данным государственного водного реестра России относится к Двинско-Печорскому бассейновому округу, водохозяйственный участок реки — Печора от водомерного поста Усть-Цильма до устья, речной подбассейн реки — бассейны притоков Печоры ниже впадения Усы. Речной бассейн реки — Печора.
Код объекта в государственном водном реестре — 03050300212103000083100.